# Бараница
Бараница је локалитет који се налази на шест километара од Књажевца на десној обали Трговишког Тимока. Данас представља књажевачко излетиште, као и археолошки локалитет. 

## Предање
Верује се да је тамо некада била грађевина, тачније брана, која је служила за затварање протока воде на реци. По предању, тамо је живео моћни цар Баран, и горенаведена брана је изграђена како би његове лађе пловиле навише, ка Кални. Тамо је такође био саграђен двор цара Барана. Грађани Књажевца чак и данас свакодневно претражују ово подручје како би пронашли благо цара Барана, које је, по предању, сакривено у подруму његовог двора и других грађевина у граду.

## Пећина
Још једна ствар по којој је Бараница позната је истоимена композитна пећина, која има два улаза. Први улаз се налази у кречњацима изнад речног корита. Други улаз је изнад прве пећине. Налази из ове пећине су један од показатеља да је она некада била дом првих ловца овог краја. У летњим данима гости користе Бараницу као купалиште.

## Црква
Некада се тамо налазила Бараничка црква која је потпуно порушена. Она се рангира у ранохришћанске цркве. Сада се могу видети само њени остаци и споменик који је касније подигнут. Темељ цркве је саграђен од притесаног кречњака у пуном малтеру. Црква је посвећена Св. Јеремији и налази се у близини мотела „Бараница“.